# Mauritania ai Giochi della XXIX Olimpiade
La Mauritania ha partecipato ai Giochi della XXIX Olimpiade di Pechino, svoltisi dall'8 al 24 agosto 2008, con una delegazione di 2 atleti.

## Atletica leggera
| Gara            | Atleta                      | Batterie | Batterie | Quarti  | Quarti | Semifinali | Semifinali | Finale | Finale |
| Gara            | Atleta                      | Tempo    | Pos.     | Tempo   | Pos.   | Tempo      | Pos.       | Tempo  | Pos.   |
| --------------- | --------------------------- | -------- | -------- | ------- | ------ | ---------- | ---------- | ------ | ------ |
| 800 m maschili  | Souleymane Chabal El Moctar |          |          | 1'57"43 | 7      |            |            |        |        |
| 100 m femminili | Bounkou Camara              | 13"69    | 9        |         |        |            |            |        |        |